# Valerianella
Genre
Classification APG IV (2016)
Le genre Valerianella comprend environ 50 espèces de plantes herbacées, appelées « mâches » ou « doucettes » et appartenant à la famille des Valérianacées selon la classification de Cronquist, à la famille des Caprifoliacées selon l'APG IV.

## Quelques espèces
- Valerianella carinata - Doucette carénée, Mâche carénée, Mâche à carène
- Valerianella coronata - Doucette couronnée, Mâche couronnée
- Valerianella cupulifera - Doucette
- Valerianella dentata - Doucette dentée, Mâche de Morison, Mâche dentée
- Valerianella discoidea - Doucette discoïde, Mâche discoïde, Mâche à disque
- Valerianella echinata - Mâche à piquants
- Valerianella eriocarpa - Doucette à fruits velus, Mâche à fruits velus
- Valerianella fusiformis - Mâche
- Valerianella locusta - Doucette, Doucette du potager, Mâche, Mâche potagère
- Valerianella microcarpa - Doucette à petits fruits, Mâche à petits fruits
- Valerianella muricata - Mâche à calice tronqué
- Valerianella pumila - Doucette naine, Mâche naine
- Valerianella rimosa - Doucette auriculée, Mâche auriculée
- Valerianella vesicaria